# ニュアンスしましょ
「ニュアンスしましょ」は、1984年8月1日に発売された香坂みゆきの17枚目のシングルである。

## 解説
1984年の資生堂化粧品・秋のキャンペーンCMソングに採用され、香坂自身最大のヒット曲となった。シングル売上数は13.7万枚を記録。
TBSテレビ系列『ザ・ベストテン』では「今週のスポットライト」コーナーで、日本テレビ系列『ザ・トップテン』では「話題曲コーナー」で、香坂自身それぞれ初出演を果たしている。
シンセサイザーの使い方から、アイドル歌謡曲としてでなく、テクノポップにも分類されることも多い。

## 収録曲
1. ニュアンスしましょ
作詞：大貫妙子／作曲：EPO／編曲：清水信之
2. 言えるあてないI love you
作詞：神沢礼江／作曲・編曲：佐藤準